# Cornelius Anckarstjerna
Cornelius Anckarstjerna, född 25 januari 1655 i Stockholm, död 21 april 1714 på sitt gods Knutstorp i Skåne, var en svensk amiral och friherre.

## Biografi

### 1655–1678
Cornelius Anckarstjerna föddes i Stockholm som son till sjökapten Didrik Thyssens. Han var troligen släkt med Martin (Thyssens) Anckarhjelm, som ungefär samtidigt som honom sökte tjänst i svenska flottan. Som helt ung anställdes han som båtsman i flottan, och var major, då han 26 oktober 1678 adlades med namnet Anckarstjerna. Förmodligen var en bidragande orsak till hans adlande, hans insatser som kapten på skeppet Kalmar kastell, vilket han själv sköt i sank, då det var hårt ansatt av danskarna för att ej lämna det åt fienden.

### 1678–1714
Vid slutet av Karl XI:s regering blev han amiral, och friherre (27 januari 1692). Han förde befäl över den del av svenska flottan som täckte Karl XII:s landstigning på Själland i augusti 1700 och överförde kungen till Livland i oktober samma år. Han erhöll generallöjtnants avsked 29 december 1712.
Anckarstjerna var gift två gånger, första gången med Elisabeth Kröger, syster till viceamiral Otto Siöstierna, och andra gången med Margareta Elisabet Sparre (1671–1724), dotter till Gustaf Adolph Sparre.